# Heinrich Müller-Breslau
Heinrich Müller-Breslau (né le 13 mai 1851 à Breslau; † 23 ou 24 avril 1925 à Berlin-Grunewald) est un professeur et ingénieur des travaux publics allemand. Il a apporté d'importantes contributions à la statique des structures, et fait de la résistance des matériaux une branche autonome de la Mécanique, en systématisant les méthodes de calcul et en les fondant sur les méthodes énergétiques et le Principe des travaux virtuels. Il s'est également intéressé aux ossatures et à la portance des premiers aéronefs.

## Famille
Fils d'un commerçant, il avait épousé en 1872 la fille d'un architecte berlinois, Augustine Schläfke (morte en 1906), et leur fils Heinrich Müller-Breslau (1872–1962) fut professeur d'architecture à l’École supérieure Technique de Breslau. L'un de ses frères (il en avait dix), Georg (1856–1911), était peintre-lithographe.

## Carrière
Bachelier en 1869, il s'engagea dans la Guerre de 1870 puis s'inscrivit en 1871 à l’École Industrielle de Berlin, tout en suivant les cours de mathématique de Christoffel et de Weierstrass à l'Université Humboldt de Berlin. Encore étudiant, il donnait des cours de statique à ses camarades et les préparait à l'examen d'état. De ces leçons, il tira la matière de son premier manuel de résistance des matériaux (Elementares Handbuch der Festigkeitslehre, 1875), qui fut suivi deux ans plus tard de Elastizität und Festigkeit et de Baumechanik dans la collection technique de Hütte – Des Ingenieurs Taschenbuch (de).
Il ouvrit en 1875 un bureau d'études à Berlin avec son associé Richard. J. Otto au n°1 Flottwellstraße à Berlin. En 1883 l'École technique de Hanovre le recruta comme privat-docent puis professeur titulaire de Résistance des matériaux (1885). Il y enseignait le calcul des ponts ferroviaires, des structures en treillis et des structures hyperstatiques. Ses cours ont été publiés en deux volumes (1887 et 1891) : Die Graphische Statik der Baukonstruktion.
En 1888, Müller-Breslau fut appelé à prendre la succession d'Emil Winkler à la chaire de Résistance des Matériaux et de Conception des ponts de l'École technique de (Berlin-)Charlottenbourg, établissement dont il devint même recteur en 1895-96 puis en 1910-11. Il y mena à partir de 1901 plusieurs expériences de mesure de la poussée des terres.
Assisté de Krey, il a fondé l’École berlinoise de construction, dont les plus célèbres étudiants furent Karl Bernhard (1859–1937), Ludwig Mann (1871–1959), August Hertwig (de) (1872–1955), Hans Reissner (1874–1967) et Karl Pohl (1881–1947). Le 20 décembre 1900, il fut le premier ingénieur élu à l'Académie royale des sciences de Prusse. L'American Academy of Arts and Sciences le reçut membre en 1901 et l'année suivante, l'Université technique de Darmstadt lui accorda le titre de docteur honoris causa (l'Institut technique de Berlin Charlottenburg fit de même en 1921).
L’Académie suédoise des sciences de Stockholm l'élut membre étranger en 1908. Il fut nommé en 1913 membre à vie de la Chambre des seigneurs de Prusse et en 1921 fut élevé au rang de professeur émérite de l'université Technique de Breslau.
La tombe de Müller-Breslau se trouvait au cimetière de Wilmersdorf de  Berlin jusqu'en 2009, date d'expiration de la concession. Une rue de Berlin-Charlottenbourg porte toujours son nom.

## Chantiers

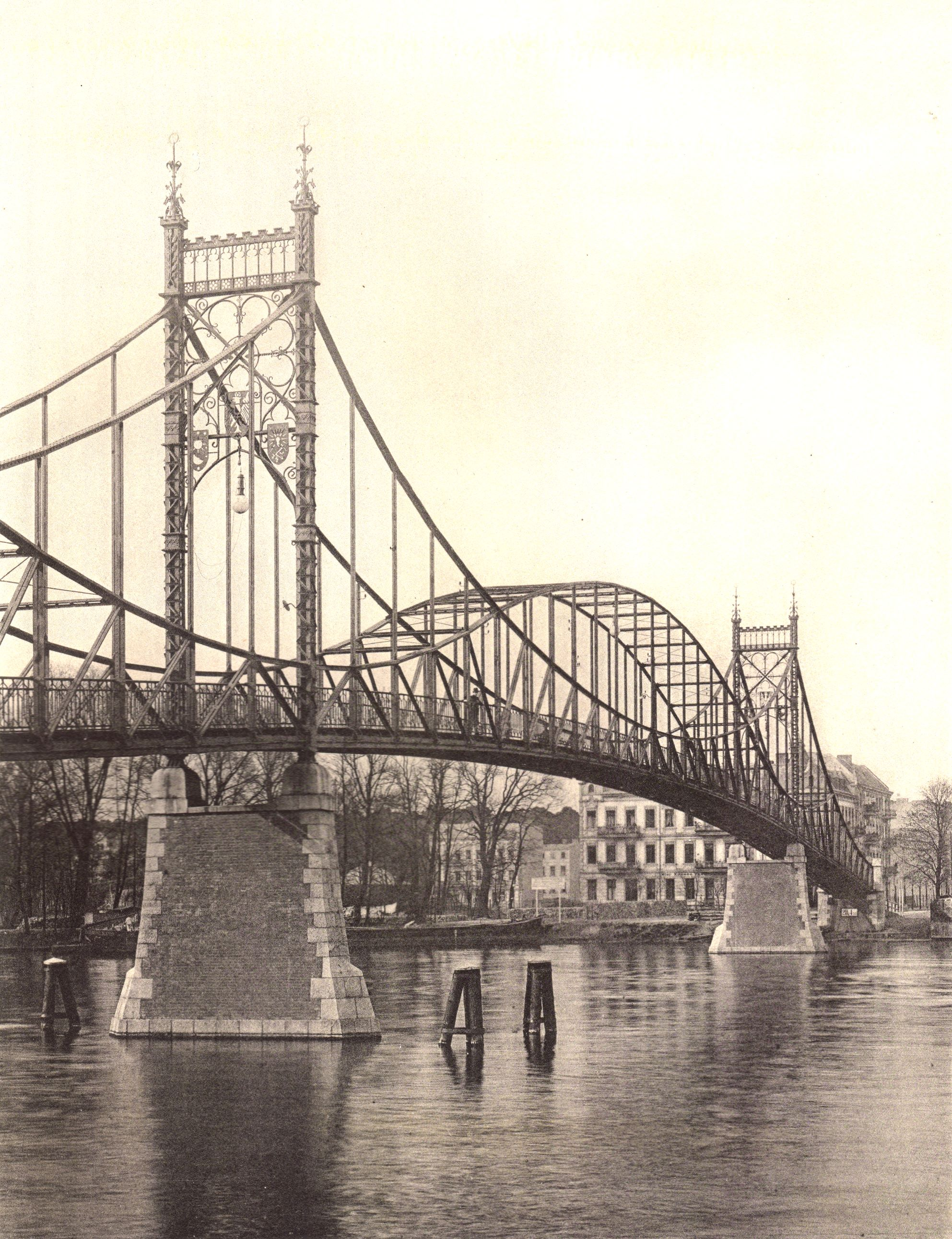
La passerelle suspendue du Kaisersteg (projet AEG) vers 1900: câbles et tablier d'acier.

Il calcula un viaduc sur l'Ihme (de) à Hanovre, un marché couvert et le clocher de l'église Sainte-Marie de Hainholz. Il mit au point une structure innovante pour les grands gazomètres, qu'il breveta. Il obtint en 1897-98 le marché de maîtrise d’œuvre de la cathédrale de Berlin, des fondations jusqu'au dôme, et en 1898 projeta le Kaisersteg sur la Spree à Oberschöneweide. Parmi ses autres réalisations citons le « Pavillon des Tropiques » (1907, Jardin botanique et musée botanique de Berlin-Dahlem) et le Pavillon de la Méditerranée de Magdebourg (1908, serres Gruson).

## Les aéronefs
Dans le cadre d'une commission organisée par l'empereur Guillaume II pour évaluer les projets du comte Zeppelin, Müller-Breslau se consacra à l'étude des aéronefs : selon ses calculs, l'ossature concçue par Zeppelin manquait de solidité, ce qui força l'inventeur à revoir la structure. Müller-Breslau calcula ensuite la résistance de l'air opposée au nouvel aéronef et arriva à la conclusion qu'il n'atteindrait que la vitesse de 9 m/s ; sur la foi de ce rapport, le ministère de la guerre déclara le 29 septembre 1895 à Zeppelin qu'il ne bénéficierait d'aucune subvention publique. Il apparut par la suite que les calculs de Müller-Breslau étaient fondés sur des hypothèses inexactes : le meilleur expert de balistique d'Allemagne, le Directeur des ateliers Krupp, Groß, fort des mesures de vitesse des projectiles au sein de la commission de l'Artillerie, confirma la vitesse de 14 m/s alléguée par le comte Zeppelin ; toutefois la commission refusa de revenir sur sa position.
Au cours de la Première guerre mondiale, il était président de l'Initiative pour l'aéronautique de la Fondation Kaiser-Wilhelm des Sciences militaires et conseiller du département Aéronefs du ministère de la guerre. Il s'y occupait  du calcul de la portance des Zeppelins.

## Écrits
- Elementares Handbuch der Festigkeitslehre, 1875
- Elastizität und Festigkeit und Baumechanik in Hütte – Des Ingenieurs Taschenbuch (de), 1877
- Die Graphische Statik der Baukonstruktion, Band 1: 1887 und Band 2: 1891
- Antrittsrede, Berlin, 1901, in: Sitzungsberichte der Königlich Preußischen Akademie der Wissenschaften zu Berlin
- Zur Theorie der Windverbände eiserner Brücken, Berlin 1903, in: Sitzungsberichte der Königlich Preußischen Akademie der Wissenschaften. Phys.-math. Classe
- Die neueren Methoden der Festigkeitslehre und der Statik der Baukonstruktionen, ausgehend von dem Gesetze der virtuellen Verschiebungen und den Lehrsätzen über die Formänderungsarbeit. 3. Aufl. Leipzig 1904
- Erddruck auf Stützmauern, Stuttgart 1906
- Über exzentrisch gedrückte gegliederte Stäbe, Berlin 1910, in: Sitzungsberichte der Königlich Preußischen Akademie der Wissenschaften, Phys.-math. Classe
- Über exzentrisch gedrückte Stäbe und über Knickfestigkeit, Leipzig 1911 (aus: Der Eisenbau)
- Die neueren Methoden der Festigkeitslehre und der Statik der Baukonstruktionen, ausgehend von dem Gesetze der virtuellen Verschiebungen und den Lehrsätzen über die Formänderungsarbeit, 4. Aufl. Leipzig 1913
- Zur Geschichte des Zeppelin-Luftschiffes, Berlin 1914 (aus: Verhandlungen des Vereins zur Beförderung des Gewerbfleißes, 1914)
- Versuche mit auf Biegung und Knickung beanspruchten Flugzeugholmen, Berlin 1924, in: Sitzungsberichte der Preußischen Akademie der Wissenschaften, Phys.-math. Classe, 1924
- Adresse an Hermann Zimmermann (de) zum fünfzigjährigen Doktorjubiläum am 29. Juli 1924, Berlin 1924, in: Sitzungsberichte der Preußischen Akademie der Wissenschaften, Phys.-math. Classe